# Crotalaria polysperma
Crotalaria polysperma är en ärtväxtart som beskrevs av Karl Theodor Kotschy. Crotalaria polysperma ingår i släktet sunnhampor, och familjen ärtväxter. Inga underarter finns listade i Catalogue of Life.